# Photograph (chanson de Weezer)
Pour les articles homonymes, voir Photograph.
Singles de Weezer
Island in the Sun
(2001) Dope Nose
(2002)
Photograph est une chanson de Weezer sortie en 2001 dans l'album Weezer.